# Relações entre Cuba e Namíbia
As relações entre Cuba e Namíbia referem-se às relações atuais e históricas entre Cuba e Namíbia. Cuba apoiou politica, militar e diplomaticamente a Organização do Povo do Sudoeste Africano (em inglês:  South West African People's Organisation, SWAPO) durante a Guerra da Independência da Namíbia. Cuba providenciou treinamento militar para o Exército Popular de Libertação da Namíbia (PLAN), a ala armada da SWAPO.  Como resultado desse envolvimento, a Namíbia geralmente apóia as políticas cubanas a nível internacional, como no caso da solicitação de libertação dos Cinco Cubanos. 
Desde a independência em 1990, Namíbia e Cuba realizam reuniões conjuntas a cada dois anos de cooperação econômica, científica-técnica e comercial. Em 2005, informou-se que 1.460 profissionais cubanos trabalhavam na Namíbia, incluindo 208 em 2005.

## Ajuda
A política de ajuda cubana centra-se no envio de médicos e outros profissionais para ajudar o desenvolvimento em outros países, particularmente na África. Em 1998, cinquenta e cinco médicos cubanos estavam trabalhando como parte deste programa de ajuda na Namíbia. Cuba também foi o lar de vários estudantes namibianos, tanto antes quanto depois da independência. A partir de 2010, pelo menos 2.000 namibianos se formaram em uma instituição cubana. Em junho de 2007, The Namibian informou que onze médicos cubanos enviados para a Namíbia como parte do programa de ajuda estavam tentando obter documentos de viagem de emergência da embaixada dos Estados Unidos e se mudar permanentemente para esse país.

## Arca de Noé II
Em agosto de 2012, foi anunciado que a Namíbia estava se preparando para enviar 146 animais selvagens, incluindo leões e elefantes, para um zoológico cubano.